# NGC 1027
NGC 1027 (również IC 1824 lub OCL 357) – gromada otwarta znajdująca się w gwiazdozbiorze Kasjopei. Odkrył ją William Herschel 3 listopada 1787 roku. Jest położona w odległości ok. 3360 lat świetlnych od Słońca.